# Footville
Footville – wieś w Stanach Zjednoczonych, w stanie Wisconsin, w hrabstwie Rock.